# Bryocentria cyanodesma
Bryocentria cyanodesma är en svampart som beskrevs av Döbbeler 2004. Bryocentria cyanodesma ingår i släktet Bryocentria och familjen Bionectriaceae.   Inga underarter finns listade i Catalogue of Life.